# Xavier Dolan

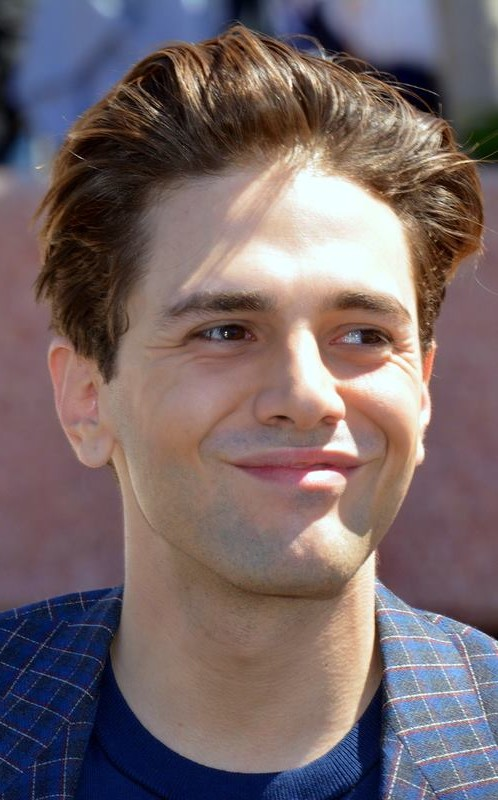
Xavier Dolan (2016)

Xavier Dolan-Tadros (* 20. März 1989 in Montreal, Québec) ist ein frankokanadischer Schauspieler, Regisseur, Filmproduzent, Drehbuchautor und Synchronsprecher.

## Leben und Karriere
Xavier Dolan-Tadros ist der Sohn der Lehrerin Geneviève Dolan und des ägyptischstämmigen Sängers und Schauspielers Manuel Tadros, der Gastauftritte in mehreren von Dolans Filmen hatte. Er wuchs in Montreal auf.

### Auftritte in Produktionen anderer Regisseure
Seine ersten Auftritte als Schauspieler hatte Dolan mit vier Jahren in Werbespots einer Apothekenkette. Einige Jahre später trat er in Fernsehserien wie Miséricorde, Omertà II und L’Or auf. Darüber hinaus spielte er in Kurz- und Spielfilmen wie J’en suis! (1997), Le marchand de sable (1999), Die geheime Festung (La Forteresse suspendue, 2001), Miroirs d’été (2006), Martyrs (2008) und Good Neighbours (2010). Seit 2009 veröffentlicht Dolan eigene Regiearbeiten, in denen er zudem oft die Hauptrolle übernimmt (siehe unten). 2014 spielte er in Miraculum von Daniel Grou erstmals eine Hauptrolle in einem Film eines anderen Regisseurs. Außerdem stand er 2014 unter der Regie von Charles Binamé für den Film Elephant Song, einer Adaption des gleichnamigen Stücks von Nicolas Billon, neben Bruce Greenwood, Catherine Keener und Carrie-Anne Moss vor der Kamera.
Dolan arbeitet auch als Synchronsprecher. Er spricht z. B. Ron Weasley in der frankokanadischen Version der Harry-Potter-Filme und Jacob Black in den Twilight-Filmen.

### Eigene Regiearbeiten
I Killed My Mother (2009) war Dolans Regiedebüt. Darin spielte er auch die Hauptrolle. Premiere feierte der Film bei den Filmfestspielen von Cannes 2009 in der Quinzaine des réalisateurs, der Filmreihe junger Regisseure; er wurde in mehr als 20 Länder verkauft. Sein zweiter Film, Herzensbrecher, wurde bei den Filmfestspielen von Cannes 2010 in der Sektion Un Certain Regard gezeigt. Auch sein dritter Film, Laurence Anyways, feierte 2012 in Cannes in dieser Kategorie Premiere.
2013 drehte Dolan das Musikvideo zum Song College Boy der französischen New-Wave-Band Indochine, das wegen seiner exzessiven Gewaltdarstellung in Zusammenhang mit der Verwendung christlicher Symbole kritisiert wurde.
Dolans vierter Film war eine Adaption von Michel Marc Bouchards Theaterstück Tom à la ferme. Er wurde 2013 im Wettbewerb der 70. Filmfestspiele von Venedig uraufgeführt und mit einem FIPRESCI-Preis ausgezeichnet. Darin spielte er erneut eine Hauptrolle. Der deutsche Kinostart unter dem Titel Sag nicht, wer du bist! war im August 2014. Sein fünfter Film, Mommy, wurde im Herbst 2013 gedreht und im Wettbewerb um die Goldene Palme der Filmfestspiele von Cannes 2014 uraufgeführt und mit dem Preis der Jury ausgezeichnet, den er sich mit Adieu au Langage von Jean-Luc Godard teilte. Dolan stellte damit zum vierten Mal eine Regiearbeit in Cannes vor, jedoch erstmals im Hauptwettbewerb.
In seinem sechsten Film, Einfach das Ende der Welt (mit Vincent Cassel, Léa Seydoux, Marion Cotillard und Gaspard Ulliel) verarbeitete Dolan das Theaterstück Juste la Fin du Monde von Jean-Luc Lagarce. Dieser kleinere Film sollte die großen Genreunterschiede zwischen Mommy und seinem siebten Film, The Death and Life of John F. Donovan, überbrücken und Dolan auf dieses größere Filmprojekt vorbereiten. Einfach das Ende der Welt brachte ihm eine Einladung in den Wettbewerb der Filmfestspiele von Cannes 2016, wo er mit dem großen Preis der Jury ausgezeichnet wurde.
The Death and Life of John F. Donovan, den er zusammen mit Jacob Tierney schrieb, war Dolans erster englischsprachiger Film. Der Drehstart war im Herbst 2015, die Premiere beim Filmfestival von Toronto 2018. In einem Interview mit der Tageszeitung Montreal Gazette erwähnte Dolan, dass er außerdem plane, den Hitchcock-Film Cocktail für eine Leiche neu zu adaptieren; vorher wolle er aber eine kreative Pause einlegen und Kunstgeschichte studieren.
Am 29. Juni 2016 wurde bekannt, dass Dolan zusammen mit weiteren 682 Persönlichkeiten von der Academy of Motion Picture Arts and Sciences als neues Mitglied aufgenommen wurde. Bei den Juno Awards 2016 wurde er mit einem Juno für sein Video zu Adeles Lied Hello ausgezeichnet.
2019 hatte sein achter Film – Matthias & Maxime –, eine schwule Liebesgeschichte, Premiere in Cannes.
Mit La nuit où Laurier Gaudreault s’est réveillé (deutscher Titel: Die Nacht, als Laurier erwachte) feierte im November 2022 Dolans erste Miniserie beim kanadischen Streaming-Anbieter Club Illico Premiere. Wie schon bei Tom à la ferme adaptiert Dolan in der Serie ein gleichnamiges Theaterstück von Michel Marc Bouchard; auch hier vermischt er Thriller- und Dramaelemente. Einige der Schauspieler der Premierenfassung des Theaterstücks spielen ihre jeweiligen Rollen auch in der Serie, eine der Hauptrollen übernimmt Dolan selbst. Außerhalb Kanadas war die Serie erstmals im Januar 2023 beim französischen Fernsehsender Canal+ und unter dem englischen Titel The Night Logan Woke Up beim Sundance Film Festival 2023 zu sehen.
Im Jahr 2024 wurde er beim 77. Filmfestival von Cannes als Jurypräsident der Sektion Un Certain Regard bestimmt.

### Persönliches
Dolan lebt offen homosexuell und beschreibt den Film I Killed My Mother, der sich um den homosexuellen Hubert und die Beziehung zu seiner Mutter dreht, als halb autobiographisch. Der französische Schriftsteller Edouard Louis widmete Dolan sein Buch Wer hat meinen Vater umgebracht (2018).

## Filmografie (Auswahl)
Regisseur und Drehbuchautor
- 2009: I Killed My Mother (J’ai tué ma mère)
- 2010: Herzensbrecher (Les amours imaginaires)
- 2012: Laurence Anyways
- 2013: College Boy (Musikvideo von Indochine)
- 2013: Sag nicht, wer du bist! (Tom à la ferme)
- 2014: Mommy
- 2015: Hello (Musikvideo von Adele)[12]
- 2016: Einfach das Ende der Welt (Juste la fin du monde)
- 2018: The Death and Life of John F. Donovan
- 2019: Matthias & Maxime
- 2021: Easy on Me (Musikvideo von Adele)
- 2022: Die Nacht, als Laurier erwachte (La nuit où Laurier Gaudreault s’est réveillé, Miniserie)
- 2025: Swing For The Fences (Musikvideo von Elton John und Brandi Carlile)

Filmproduzent
- 2009: I Killed My Mother (J’ai tué ma mère)
- 2010: Herzensbrecher (Les amours imaginaires)
- 2012: Laurence Anyways
- 2013: Sag nicht, wer du bist! (Tom à la ferme)
- 2014: Mommy
- 2016: Einfach das Ende der Welt (Juste la fin du monde)
- 2019: Matthias & Maxime
- 2023: The Beast (La Bête)

Schauspieler
- 1994: Miséricorde (Fernsehserie)
- 1997: Omertà II (Fernsehserie)
- 1997: J’en suis!
- 1999: Le marchand de sable (Kurzfilm)
- 2001: Die geheime Festung (La forteresse suspendue)
- 2001: L’Or (TV-Serie)
- 2005: Attitudes (Kurzfilm)
- 2006: Miroirs d’Été (Kurzfilm)
- 2008: Martyrs
- 2009: Suzie
- 2009: I Killed My Mother (J’ai tué ma mère)
- 2010: Les journaux de Lipsett
- 2010: Herzensbrecher (Les amours imaginaires)
- 2010: Good Neighbours
- 2012: Laurence Anyways
- 2013: Sag nicht, wer du bist! (Tom à la ferme)
- 2014: Miraculum
- 2014: Elephant Song
- 2018: Der verlorene Sohn (Boy Erased)
- 2018: Bad Times at the El Royale
- 2019: Es Kapitel 2 (It Chapter Two)
- 2021: Verlorene Illusionen (Illusions perdues)
- 2022: Die Nacht, als Laurier erwachte (La nuit où Laurier Gaudreault s’est réveillé, Miniserie)
- 2025: L’inconnu de la Grande Arche